# Лепин, Эрнест Михайлович
Эрнест Михайлович Лепин (1898-1938) — комбриг Рабоче-крестьянской Красной Армии, участник Гражданской войны, дважды Краснознамёнец (1922, 1922).

## Биография
Эрнест Лепин родился в 1898 году. По национальности латыш. В 1917 году вступил в партию большевиков. После Октябрьской революции пошёл на службу в Рабоче-крестьянскую Красную Армию. Участвовал в боях Гражданской войны, первоначально командовал 2-м Доно-Кубанским кавалерийским полком, затем 25-й кавалерийской бригадой. Неоднократно отличался в боях.
За отвагу в боях Гражданской войны Приказом Революционного Военного Совета Республики № 32 от 6 февраля 1922 года бывший командир 2-го Доно-Кубанского кавалерийского полка Эрнест Лепин был награждён первым орденом Красного Знамени РСФСР.
Приказом Революционного Военного Совета Республики № 121 от 18 мая 1922 года бывший командир 25-й кавалерийской бригады Эрнест Лепин вторично был награждён орденом Красного Знамени РСФСР.
После окончания Гражданской войны Лепин продолжил службу в Рабоче-крестьянской Красной Армии. Командовал кавалерийскими полками. Окончил Военную академию имени М. В. Фрунзе, после чего руководил Харьковским военным училищем пограничных и внутренних войск НКВД СССР. Проживал в Харькове. 18 февраля 1938 года Лепин был арестован органами НКВД СССР. 20 октября 1938 года Военная коллегия Верховного Суда СССР приговорила его к высшей мере наказания — расстрелу. Приговор был приведён в исполнение в тот же день, прах захоронен в Харькове.
Решение Военной коллегии Верховного Суда СССР от 21 сентября 1957 года Эрнест Лепин был посмертно реабилитирован.